# Petschnig Mária Zita
Petschnig Mária Zita (Pécs, 1947. december 2. –) magyar közgazdász, Kéri László politológus felesége.

## Életpályája
1970 és 1972 között az MNB Baranya megyei Igazgatóságán dolgozott Pécsen, majd 1972 és 1983 között a Janus Pannonius Pécsi Tudományegyetem Közgazdasági Karán. 1983-tól 1986-ig a Magyar Nemzeti Bank Hitelpolitikai Főosztályának munkatársa volt. 1986 és 1987 folyamán a Közgazdasági Szemle szerkesztőségében dolgozott. 1988-tól a Pénzügykutató Rt., majd a Pénzügykutató Zrt. tudományos főmunkatársa.

### Tanulmányai, tudományos fokozatai
- 1966-70 Marx Károly Közgazdaságtudományi Egyetem (ma: Budapesti Corvinus Egyetem), okleveles közgazda
- 1972	Marx Károly Közgazdaságtudományi Egyetem, doktor
- 1978-1981 Magyar Tudományos Akadémia, aspiráns
- 1981	Magyar Tudományos Akadémia, a közgazdaság-tudomány kandidátusa

### Egyéb szakmai tevékenysége
- 1989-1995 Agrobank Rt., igazgatósági és felügyelő bizottsági tag
- 1996-2002 Magyar Tudományos Akadémia, köztestületi tag
- 1998-2005 Magyar Közgazdasági Társaság, elnökségi tag
- 2002-2004 Dunaferr Rt., igazgatósági tag

## Művei
- Petschnig Mária Zita: Jelentés az Antall-kormány első évéről. (Jelentések az alagútból) (Pénzügykutató RT, Budapest), 199 old.
- Petschnig Mária Zita: Forintgalopp. A két számjegyű infláció okai. (Közgazdasági Szemle, XXXVII. évf., 1990. 7-8. sz. (834—847. 1.)

## Díjai, elismerései
- A XIII. kerület díszpolgára
- A Magyar Érdemrend tisztikeresztje (2005)